# Illano
Illano – gmina w Hiszpanii, w prowincji Asturia, w Asturii, o powierzchni 102,7 km². W 2011 roku gmina liczyła 439 mieszkańców.